# Heteropsis antahala
Heteropsis antahala is een vlinder uit de familie van de Nymphalidae, uit de onderfamilie van de Satyrinae. De wetenschappelijke naam van deze soort is voor het eerst voorgesteld als Mycalesis antahala door Christopher Ward in een publicatie uit 1872.

## Leefgebied
De vlinder komt endemisch voor in Madagaskar. De habitat bestaat uit bosranden. 